# Mazearne-Karanska, Kameanka-Buzka
Mazearne-Karanska (în ucraineană Мазярне-Каранська) este un sat în comuna Neznaniv din raionul Kameanka-Buzka, regiunea Liov, Ucraina.

## Demografie
Componența lingvistică a localității Mazearne-Karanska
     Ucraineană (98,16%)
     Rusă (1,23%)
Conform recensământului din 2001, majoritatea populației localității Mazearne-Karanska era vorbitoare de ucraineană (98,16%), existând în minoritate și vorbitori de rusă (1,23%).